# Dubai Opera
Dubai Opera (Arabisch: دار دبي للأوبرا) is een centrum voor kunstvoorstellingen met polyvalente ruimtes, die zowel als concertzaal en als evenementenhal kunnen worden ingezet, in de stad Dubai in de Verenigde Arabische Emiraten. De grootste concertzaal biedt tot 1.901 zitplaatsen voor opera, ballet, concerten, conferenties of tentoonstellingen.
Sjeik Mohammed bin Rasjid Al Maktoem presenteerde de plannen een eerste maal in maart 2012. De bouw startte exact een jaar later. Het gebouw werd ontwikkeld en wordt beheerd door Emaar Properties en werd afgewerkt in augustus 2016. Met een optreden van Placido Domingo op 31 augustus 2016 werd het feestelijk geopend.
De opera bevindt zich korte afstand van de Burj Khalifa, op 200 meter in vogelvlucht ten zuidwesten van de wolkenkrabber waarvan het enkel door een wateroppervlakte is gescheiden.

## Architectuur en ontwerp
Reeds in 2008 waren er plannen voor een operagebouw met een capaciteit van circa 2.500 toeschouwers. De plannen van architecte Zaha Hadid werden evenwel opgeborgen bij de financiële vastgoedcrash van Dubai in die periode.
De Dubai Opera werd ontworpen door het Britse architectenbureau WS Atkins plc uit Londen. Zij ontwierpen in het Midden-Oosten onder meer ook het hotel Burj al Arab, The Address Downtown Dubai en de Lighthouse Tower in Dubai en het Bahrain World Trade Center in Bahrein. De hoofdaannemer werd Consolidated Contractors Company (CCC).  Emaar werkte reeds eerder samen met CCC bij de bouw van het gigantische winkelcentrum Dubai Mall.
De opera, in de vorm van een dhow, heeft een centraal auditorium waarbij 900 van de 1.901 stoelen verwijderd kunnen worden om een grotere evenementruimte te verkrijgen. Het auditorium heeft zo drie opstellingen, als theater, als concertzaal en als ruimte voor tentoonstellingen.

## Beheer
In januari 2015 werd door Emaar Properties Jasper Hope geselecteerd als de leider van de opera. Hope was tot dan COO van de Albert Hall in Londen.
In de eerste maanden na de opening stonden onder meer voorstellingen van de opera Il barbiere di Siviglia, de musicals Les Misérables en West Side Story, de balletvoorstellingen Giselle en Coppélia, naast voorstellingen van het ballet Maurice Béjart uit Lausanne en een opvoering van het bewerkte De notenkraker op een ijspiste en optredens van José Carreras en Anoushka Shankar op het programma.